# Georges Payelle
Georges Payelle (24 juin 1859, Paris - 28 juin 1941, Paris) est un haut fonctionnaire et magistrat français.

## Biographie
Georges Payelle suit ses études au lycée Henri IV, avec Maurice Bloch, obtient sa licence en droit, et s'inscrit comme avocat au barreau de Paris en 1883. Sous-chef du cabinet puis chef-adjoint du cabinet du ministre du Commerce et de l'Industrie Édouard Lockroy en 1886, il est nommé cette même année chef de bureau des syndicats professionnels au ministère du Commerce et de l'Industrie, puis secrétaire de la commission consultative de contrôle des finances de l'Exposition universelle de 1889.
Membre du Conseil supérieur de l’enseignement industriel et commercial, puis chef du cabinet de Raymond Poincaré (ministre de l'Instruction publique, des Beaux-arts et des Cultes, puis des Finances de Raymond Poincaré), il est directeur du personnel et du matériel le 8 septembre 1894, caissier payeur central du Trésor public en 1895.
Il est membre du Comité d'organisation des Congrès du Contrat du Travail à l'Exposition Universelle de 1889, où il obtient une médaille d'or (Groupe d'économie sociale).
Payelle devient directeur général des Contributions directes en février 1900 et y mène une réforme des bases de taxation. Il est membre de la commission extraparlementaire du cadastre en 1900.
Nommé conseiller d'État en service extraordinaire le 8 novembre 1901, il passe procureur général près la Cour des comptes le 12 avril 1908 et premier président le 17 octobre 1912, passant honoraire à sa demande le 15 mai 1933.
Après sa retraite, il devient membre de plusieurs conseils d'administration (Crédit foncier de France, compagnie d'assurances La Prévoyance, Société générale, Banque de l'Indochine, etc).
Cofondateur et membre du bureau du comité du Secours national créé le 4 août 1914, à l’initiative d'Albert Kahn, il est également président de la commission d'enquête sur les actes commis par l'ennemi durant la guerre de 14-18 en violation du droit des gens, membre du comité central français des secours américains en décembre 1914, de la commission pour l'étude des conditions de constitution de la Société des Nations créée par le président du Conseil Ribot en 1917, de la commission centrale pour les prêts à consentir aux victimes de sinistres ou bien de la commission arbitrale chargée de statuer sur le statut et les échelles de traitement des agents des réseaux ferrés en 1920.
Marié à Madeleine Carraud, petite-fille de Zulma Carraud et de Gustave Nicolas Joseph De Ridder, cousine de Maurice Paléologue, il est le père de Philippe Hériat. Il repose au cimetière du Père Lachaise (Division 14), à Paris.

## Distinctions
- Grand-croix de la Légion d'honneur (19 aout 1927)[2]
- Officier de l'Instruction publique

## Publications
- Le Livre Rouge. Les atrocités allemandes en France. Rapport officiel et in extenso présenté à M. le Président du Conseil le 7 janvier 1915 par la commission instituée en vue de constater les actes commis par l’ennemi en violation du droit des gens, 1915 (traductions en allemand et anglais), suivis d’autres rapports de la commission jusqu'en 1919.
- Georges Payelle, Armand Mollard, Georges Maringer, Edmond Paillot (ill. Maurice Leroy), Les atrocités allemandes en France, Paris, D.A. Longuet, 1915 (BNF 32513076, SUDOC 023753137, lire en ligne)
- Victor d'Auriac, notice biographique suivie de quelques poésies posthumes, 1925.
- Préface en 1933 les Contes et légendes mythologiques d'Émile Genest (plusieurs fois réédités jusqu'en 1968).